# چیچک‌لی (ساری‌چام)
چیچک‌لی (به ترکی استانبولی: Çiçekli) یک منطقهٔ مسکونی در ترکیه است که در ساری‌چام واقع شده‌است.